# Tom Sexton
Pour les articles homonymes, voir Sexton.
Thomas "Tom" Sexton (né le 19 novembre 1998 à Invercargill) est un coureur cycliste néo-zélandais. Il participe à des compétitions sur route et sur piste.

## Palmarès sur route

### Par années
- 2016
  - 5e étape du Tour de Lakes
- 2022
  - Prologue du Tour de Roumanie
  -  Médaillé d'argent du championnat d'Océanie du contre-la-montre
  -  Médaillé d'argent du championnat d'Océanie sur route
  - 2e du championnat de Nouvelle-Zélande sur route
  - 3e du championnat de Nouvelle-Zélande du contre-la-montre
- 2023
  -  Champion d'Océanie du contre-la-montre
  -  Médaillé de bronze du championnat d'Océanie sur route
- 2024
  - 4e étape du Tour de Southland
- 2025
  - 3e du championnat de Nouvelle-Zélande du critérium
  - 3e du championnat de Nouvelle-Zélande du contre-la-montre

### Classements mondiaux
| Année                                 | 2021  | 2022 | 2023 |
| ------------------------------------- | ----- | ---- | ---- |
| Classement mondial                    | 2339e | 230e | 295e |
| UCI Oceania Tour                      | 80e   | 17e  | 21e  |
|                                       |       |      |      |
| Légende : nc = non classéSource : UCI |       |      |      |

## Palmarès sur piste

### Jeux olympiques
- Paris 2024
  - 5e de la poursuite par équipes

### Championnats du monde
- Apeldoorn 2018
  - 17e du scratch[1]
- Pruszków 2019
  -  Médaillé de bronze du scratch
  - 8e de la poursuite par équipe[2]
  - 18e de la course aux points
- Glasgow 2023
  -  Médaillé de bronze de la poursuite par équipes

### Championnats du monde juniors
- Aigle 2016
  -  Champion du monde de poursuite par équipes juniors (avec Campbell Stewart, Jared Gray et Connor Brown)
  -  Médaillé d'argent de l'américaine

### Coupe du monde
- 2016-2017
  - 3e du scratch à Los Angeles
  - 3e de l'américaine à Los Angeles
- 2017-2018
  - 1er de la poursuite par équipes à Milton (avec Campbell Stewart, Jared Gray et Nick Kergozou)
  - 1er de la poursuite par équipes à Santiago (avec Harry Waine, Jared Gray et Nick Kergozou)
  - 1er de l'américaine à Santiago (avec Campbell Stewart)
  - 2e de l'américaine à Milton
- 2018-2019
  - 1er de la poursuite par équipes à Cambridge (avec Campbell Stewart, Jordan Kerby, Nick Kergozou et Regan Gough)
  - 1er de l'américaine à Hong Kong (avec Campbell Stewart)
- 2019-2020
  - 2e de la poursuite par équipes à Hong Kong
  - 2e de la poursuite par équipes à Brisbane
  - 2e de l'américaine à Hong Kong
  - 2e de l'américaine à Brisbane

### Coupe des nations
- 2023
  - 3e de la course à l'américaine au Caire
- 2024
  - 3e de la poursuite par équipes à Hong Kong
- 2025
  - 3e de la poursuite par équipes à Konya

### Jeux du Commonwealth
| Édition / Épreuve | Poursuite individuelle | Poursuite par équipes |
| Birmingham 2022   | Argent                 | Or                    |

### Championnats d'Océanie
| Édition / Épreuve | Poursuite individuelle | Poursuite par équipes | Course aux points | Américaine                 | Omnium | Élimination |
| Invercargill 2015 |                        |                       |                   | Bronze                     |        |             |
| Melbourne 2016    |                        | Argent                |                   | Bronze                     |        |             |
| Cambridge 2017    |                        |                       |                   | Or (avec Campbell Stewart) |        |             |
| Adélaïde 2018     |                        | Or                    |                   | Argent                     |        |             |
| Invercargill 2019 |                        |                       |                   | Argent                     |        |             |
| Brisbane 2022     |                        | Argent                | Argent            | Argent                     |        |             |
| Brisbane 2023     | Argent                 |                       | Argent            | Or (avec George Jackson)   | Argent | Argent      |
| Cambridge 2024    |                        | Or                    |                   | Or (avec Aaron Gate)       |        |             |
| Brisbane 2025     | Or                     | Argent                | Or                | Or (avec Campbell Stewart) | Argent |             |

### Championnats nationaux
- 2015
  -  Champion de Nouvelle-Zélande de vitesse par équipes juniors (avec Bradly Knipe et Hamish Beadle)
  - 2e du championnat de Nouvelle-Zélande de course aux points juniors
- 2016
  - 2e du championnat de Nouvelle-Zélande du scratch juniors
  - 3e du championnat de Nouvelle-Zélande du kilomètre juniors
- 2017
  -  Champion de Nouvelle-Zélande de poursuite par équipes (avec Joshua Haggerty, Nick Kergozou et Anton O'Connell)
  - 2e du championnat de Nouvelle-Zélande de l'américaine
- 2019
  -  Champion de Nouvelle-Zélande de poursuite par équipes (avec Edward Dawkins, Nick Kergozou et Corbin Strong)
  - 3e du championnat de Nouvelle-Zélande de course aux points
- 2020
  -  Champion de Nouvelle-Zélande de l'américaine (avec Laurence Pithie)
  -  Champion de Nouvelle-Zélande de vitesse par équipes (avec Nick Kergozou et Conor Shearing)
  - 2e du championnat de Nouvelle-Zélande de poursuite par équipes
  - 3e du championnat de Nouvelle-Zélande de scratch
- 2021
  -  Champion de Nouvelle-Zélande de poursuite par équipes (avec Hamish Keast, Nick Kergozou et Corbin Strong)
  -  Champion de Nouvelle-Zélande de l'américaine (avec Regan Gough)
  - 3e du championnat de Nouvelle-Zélande de l'américaine
- 2022
  -  Champion de Nouvelle-Zélande de poursuite
  -  Champion de Nouvelle-Zélande de l'américaine (avec Campbell Stewart)
- 2024
  -  Champion de Nouvelle-Zélande de poursuite par équipes (avec Aaron Gate, George Jackson et Keegan Hornblow)